# Веле-Поле (Босния и Герцеговина)
Веле-Поле (серб. Веље Поље / Velje Polje) — село в общине Вишеград Республики Сербской Боснии и Герцеговины. Население составляет 25 человек по переписи 2013 года.